# Deutsche Schwimmmeisterschaften 1984
Die 96. Deutschen Meisterschaften im Schwimmen fanden vom 8. bis 11. Juni 1984 in der Olympia-Schwimmhalle von München statt. Die Titelkämpfe dienten gleichzeitig als Qualifikationswettkampf für die Olympischen Sommerspiele 1984 in Los Angeles. Ina Beyermann war mit sieben Titeln die erfolgreichste Athletin dieser Meisterschaft. Für die sportlichen Höhepunkte dieser Titelkämpfe sorgte Michael Groß mit seinem Weltrekord über 200 Meter Freistil und seinem Europarekord über 100 Meter Schmetterling.
| Disziplin           | Männer                                               | Männer                                               | Männer   | Frauen                                                | Frauen                                                | Frauen   |
| Disziplin           | Name                                                 | Verein                                               | Zeit     | Name                                                  | Verein                                                | Zeit     |
| ------------------- | ---------------------------------------------------- | ---------------------------------------------------- | -------- | ----------------------------------------------------- | ----------------------------------------------------- | -------- |
| 100 m Freistil      | Alexander Schowtka                                   | SG Hamburg                                           | 00:51,87 | Ina Beyermann                                         | SV Rhenania Köln                                      | 00:57,19 |
| 200 m Freistil      | Michael Groß                                         | EOSC Offenbach                                       | 01:47,55 | Ina Beyermann                                         | SV Rhenania Köln                                      | 02:02,11 |
| 400 m Freistil      | Michael Groß                                         | EOSC Offenbach                                       | 03:51,70 | Ina Beyermann                                         | SV Rhenania Köln                                      | 04:15,41 |
| 800 m Freistil      |                                                      |                                                      |          | Birgit Kowalczik                                      | SV Rhenania Köln                                      | 08:51,38 |
| 1500 m Freistil0    | Stefan Pfeiffer                                      | SG Hamburg                                           | 15:16,37 |                                                       |                                                       |          |
| 100 m Brust         | Peter Lang                                           | DSW 1912 Darmstadt                                   | 01:04,36 | Angelika Knipping                                     | SV Nikar Heidelberg                                   | 01:12,29 |
| 200 m Brust         | Frank Kleinert                                       | SG Bochum-Wattenscheid                               | 02:22,12 | Ute Hasse                                             | SSF Bonn 1905                                         | 02:37,85 |
| 100 m Rücken        | Felix Scheuerpflug                                   | EOSC Offenbach                                       | 00:58,28 | Svenja Schlicht                                       | SV Nienhagen                                          | 01:03,88 |
| 200 m Rücken        | Miloslav Rolko                                       | SV Nikar Heidelberg                                  | 02:03,95 | Svenja Schlicht                                       | SV Nienhagen                                          | 02:15,95 |
| 100 m Schmetterling | Michael Groß                                         | EOSC Offenbach                                       | 00:53,78 | Karin Seick                                           | SG Wiste                                              | 01:02,55 |
| 200 m Schmetterling | Michael Groß                                         | EOSC Offenbach                                       | 01:57,49 | Ina Beyermann                                         | SV Rhenania Köln                                      | 02:12,76 |
| 200 m Lagen         | Michael Hahn                                         | Wacker Burghausen                                    | 02:07,11 | Petra Zindler                                         | SV Rhenania Köln                                      | 02:19,36 |
| 400 m Lagen         | Ralf Diegel                                          | SSF Bonn 1905                                        | 04:31,22 | Petra Zindler                                         | SV Rhenania Köln                                      | 04:52,38 |
| 4 × 100 m Freistil  | SV Rhenania Köln 0                                   | SV Rhenania Köln 0                                   |          | SV Rhenania Köln Kowalczik, Zbiek, Zindler, Beyermann | SV Rhenania Köln Kowalczik, Zbiek, Zindler, Beyermann | 03:53,44 |
| 4 × 200 m Freistil  | SV Rhenania Köln Henkel, Schaffgans, Krumnow, Kühlem | SV Rhenania Köln Henkel, Schaffgans, Krumnow, Kühlem | 07:34,47 | SV Rhenania Köln 0                                    | SV Rhenania Köln 0                                    |          |
| 4 × 100 m Lagen     | DSW 1912 Darmstadt                                   | DSW 1912 Darmstadt                                   | 03:50,23 | SV Rhenania Köln                                      | SV Rhenania Köln                                      | 04:22,90 |

1. ↑  neuer Weltrekord
2. 1 2 3 4 5 6  neuer DSV-Rekord
3. ↑  neuer Europarekord